# Bakterie śluzowe

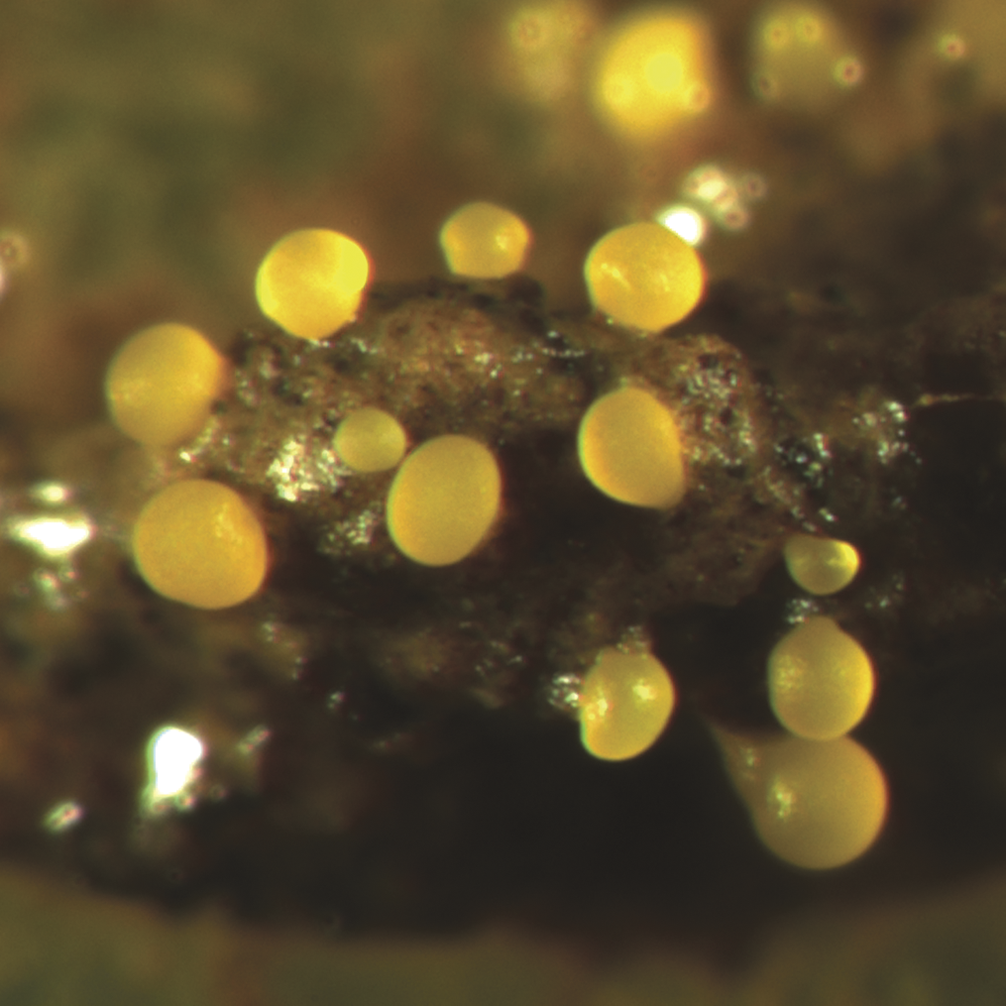
Myxococcus xanthus

Bakterie śluzowe, myksobakterie, miksobakterie – jednokomórkowe bakterie Gram-ujemne, pałeczki należące do królestwa Eubacteria, wydzielające śluz i poruszające się ruchem ślizgowym.
Komórki myksobakterii są wydłużone i pałeczkowate. Nie mają błony komórkowej, jej rolę pełni zmieniona zewnętrzna warstewka protoplazmy. Pojedyncze komórki okryte są ledwo dostrzegalnym śluzem, ale kolonie okrywa duża ilość galaretowatej substancji, po której, lub wewnątrz której mogą się poruszać. Niemal wszystkie to saprobionty, rozkładające związki organiczne w glebie, nawozie lub gnijącym drewnie. Niektóre mają zdolność do rozkładania peptydoglikanu lub celulozy, inne żerują na innych bakteriach.
Rozmnażanie niektórych myksobakterii jest o wiele bardziej skomplikowane od innych. Tworzą one skupienia, które przekształcają się w wielokomórkowe, wznoszące się ponad powierzchnię ciała owocowe. Podczas tego procesu komórki bakteryjne wewnątrz ciała owocowego wchodzą w stan spoczynku, podobnie jak przetrwalniki. W sprzyjających warunkach spory pękają i komórki spoczynkowe stają się aktywne. W rozwoju myksobakterii wyróżnia się dwa okresy:
- gdy komórki dzielą się i falą posuwają naprzód,
- gdy zaczynają się skupiać tworząc zarodniki[2].